# Yūta Miyamoto
Yūta Miyamoto (宮本 優太?, Miyamoto Yūta; Tokyo, 15 dicembre 1999) è un calciatore giapponese, centrocampista del Kyoto Sanga in prestito dagli Urawa Reds.

## Carriera
Formatosi calcisticamente a livello scolastico, nel 2022 viene acquistato a titolo definitivo dagli Urawa Reds, dopo aver fatto già parte della rosa di quest'ultimi, in prestito, nelle stagioni 2020 e 2021, senza tuttavia essere convocato. Il 26 febbraio 2022 ha esordito in J1 League, in occasione dell'incontro perso per 0-1 contro il Gamba Osaka.
Il 10 gennaio 2023 passa in prestito al Deinze, formazione militante nella seconda divisione belga.

## Statistiche

### Presenze e reti nei club
Statistiche aggiornate al 12 gennaio 2023.
| Stagione        | Squadra         | Campionato      | Campionato | Campionato | Coppe nazionali | Coppe nazionali | Coppe nazionali | Coppe continentali | Coppe continentali | Coppe continentali | Altre coppe | Altre coppe | Altre coppe | Totale | Totale |
| Stagione        | Squadra         | Comp            | Pres       | Reti       | Comp            | Pres            | Reti            | Comp               | Pres               | Reti               | Comp        | Pres        | Reti        | Pres   | Reti   |
| --------------- | --------------- | --------------- | ---------- | ---------- | --------------- | --------------- | --------------- | ------------------ | ------------------ | ------------------ | ----------- | ----------- | ----------- | ------ | ------ |
| 2022            | Urawa Reds      | J1              | 15         | 0          | CG+CdL          | 2+1             | 0               | ACL                | 3                  | 0                  | SG          | 1           | 0           | 22     | 0      |
| gen.-giu. 2023  | Deinze          | D2              | 0          | 0          | CB              | -               | -               |                    | -                  | -                  |             | -           | -           | 0      | 0      |
| Totale carriera | Totale carriera | Totale carriera | 15         | 0          |                 | 3               | 0               |                    | 3                  | 0                  |             | 1           | 0           | 22     | 0      |

## Palmarès

### Club

#### Competizioni nazionali
- Supercoppa del Giappone: 1

Urawa Reds: 2022